# Districtul Khlong Hoi Khong
Khlong Hoi Khong (în thailandeză คลองหอยโข่ง) este un district (Amphoe) din provincia Songkhla, Thailanda, cu o populație de 23.504 locuitori și o suprafață de 275,2 km².

## Componență
Districtul este subdivizat în 4 subdistricte (tambon), care sunt subdivizate în 32 de sate (muban).
| Nr. | Nume             | În thailandeză | Sate | Locuitori |  |
| 1.  | Khlong Hoi Khong | คลองหอยโข่ง     | 7    | 5,408     |  |
| 2.  | Thung Lan        | ทุ่งลาน          | 9    | 6,141     |  |
| 3.  | Khok Muang       | โคกม่วง         | 9    | 7,232     |  |
| 4.  | Khlong La        | คลองหลา        | 7    | 4,723     |  |